# فلاديمير تشيرنافين
فلاديمير نيقولايفيتش تشيرنافين (بالروسية: Владимир Николаевич Чернавин)‏؛ (22 أبريل 1928 - 18 مارس 2023) كان آخر قائد أعلى لقوات البحرية السوفيتية من 1985 إلى 1991 والقائد العام الوحيد لبحرية كومنولث الدول المستقلة من 1991 إلى 1992.

## السيرة الشخصية
ولد تشيرنافين بميكولايف في أوكرانيا. التحق بالمدرسة البحرية العليا في باكو عام 1944 وتخرج من مدرسة فرونزي البحرية العليا في لينينغراد (سانت بطرسبورغ) عام 1951. كان المدير التنفيذي لغواصة في عام 1951 وأصبح قائد غواصة فئة نوفمبر K-21 في عام 1959. التحق بالأكاديمية البحرية من العام 1962 حتى 1965 وأكاديمية الأركان العامة في 1967 حتى 1969 وصار بعدها قائد فرقة في عام 1969، وقاد أساطيل الغواصات التابعة للأسطول الشمالي. وفي عام 1977 تم تعيينه قائدًا للأسطول الشمالي وفي عام 1981 حصل على لقب بطل الاتحاد السوفيتي. لقد كان رئيس هيئة الأركان / النائب الأول للقائد الأعلى للقوات البحرية السوفيتية من عام 1981 حتى 1985. كما أصبح القائد العام للقوات البحرية السوفيتية بعد تقاعد الأسطوري سيرجي جورشكوف. لقد تقاعد عام 1992. بعد تقاعده، كان رئيسًا لجمعية الغواصين السوفيت. لقد كان أحد الحضور البارزين في مسيرات يوم النصر حتى عام 2019.

## الأوسمة والجوائز
- بطل الاتحاد السوفيتي
- وسام لينين (مرتين)
- وسام ثورة أكتوبر
- وسام الراية الحمراء
- وسام ألكسندر نيفسكي
- وسام النجمة الحمراء (مرتين)
- وسام الشجاعة
- وسام الاستحقاق البحري
- ميداليات الحملة واليوبيل